# جان باتيست فريديريك ديسماريه
جان باتيست فريديريك ديسماريه (بالفرنسية: Jean-Baptiste Frédéric Desmarais)‏ هو رسام فرنسي، ولد في 1756 في باريس في فرنسا، وتوفي في 1813.